# Calhaus do Cunho
Os Calhaus do Cunho são duas formações rochosas únicas de tipo granítico, localizadas na freguesia de São Cosmado, Município de Armamar, no Distrito de Viseu.

## Localização
Estes dois enormes blocos graníticos encontram-se próximos, estando separados por uma habitação rudimentar já em estado de ruína.  
É possível encontrar os Calhaus do Cunho, seguindo uma estrada com direção Este, partindo do centro da vila de São Cosmado. Encontram-se a cerca de 600 metros da Igreja Matriz da vila, numa zona rural, entre terrenos privados. O acesso é feito a pé. 
É possível subir ao topo de ambas as rochas, mas é necessária proteção e equipamento adequado, de preferência com o acompanhamento de uma pessoa que conheça o local. Do alto destes blocos graníticos é possível avistar, ao longe, o vale do Rio Tedo e as serras circundantes.

## Mitos e lendas
Existem várias lendas e mitos que rodeiam a existência destas formações geológicas, assim como a sua localização.
Uma das lendas locais afirma que um dos calhaus é constituído de ouro e o outro de fogo, no seu interior. 
Outra lenda revela que os calhaus foram trazidos de um lugar longíquo por Nossa Senhora de Fátima, e pousados naquele lugar através de dois fios de cabelo.